# Zadní Lhota
Zadní Lhota (německy Ober Wellhotten) je osada, součást obce Těchlovice v okrese Děčín. Nachází se v údolí Labe v Českém středohoří, v katastrálním území Přerov u Těchlovic, jeden kilometr jižně od Těchlovic.

## Obyvatelstvo
Při sčítání lidu v roce 1921 ve vsi žilo sedmdesát obyvatel (z toho 32 mužů), z nichž bylo šest Čechoslováků a 64 Němců. Všichni se hlásili k římskokatolické církvi. Podle sčítání lidu z roku 1930 měla vesnice čtyřicet obyvatel: dva Čechoslováky a 38 Němců. Kromě čtyř lidí bez vyznání byli římskými katolíky.
|           | 1869 | 1880 | 1890 | 1900 | 1910 | 1921 | 1930 | 1950 | 1961 | 1970 | 1980 | 1991 | 2001 | 2011 |
| --------- | ---- | ---- | ---- | ---- | ---- | ---- | ---- | ---- | ---- | ---- | ---- | ---- | ---- | ---- |
| Obyvatelé | 55   | 62   | 70   | 77   | 85   | 70   | 40   | 42   | 36   | 41   | 28   | 23   | 15   | 18   |
| Domy      | 10   | 10   | 11   | 11   | 13   | 11   | 11   | 10   | —    | 9    | 7    | 6    | 6    | 9    |

## Obecní správa
Osada Zadní Lhota byla do roku 1980 osadou a posléze evidenční částí obce Těchlovice, od 1. července 1980 byla krátce do 31. prosince 1980 částí obce Boletice nad Labem. Od roku 1981 je opět součástí Těchlovic, ovšem už bez statusu části obce (v letech 1981–1996 byly Těchlovice částí Děčína).